# بيير بول
بيير بول  (بالفرنسية: Pierre Boulle) (ولد في 21 فبراير 1912 - 30 يناير 1994) روائي فرنسي، اشتهر بفضل الروايتين الشهيرتين الذي قام بكتابتهما وهما الجسر فوق نهر كواي (1952) وكوكب القردة (1963).

## أصدرت السيرة الذاتية له
ولد بيير فرانسوا ماري لويس بول في أفينيون في فرنسا، اتبع بول البابتسية وتربى على الرومانية كاثوليكية. وعلى الرغم من ذلك أصبح ملحدًا فيما بعد. وعندما كبر درس الهندسة وأصبح مهندسًا. ثم ومن عام 1936 حتى عام 1939، كان يعمل فنيا لمزارع المطاط البريطانية في مالايا مالايا البريطانيا. وفي حين عمله هناك التقى امرأة فرنسية انفصلت عن زوجها. كانت ستصبح حب حياته والتي كان سيكتب لها رسائل حب مليئة بالعواطف. ولكن اختارت تلك المرأة العودة إلى زوجها السابق، وهو مسؤول رسمي في فرنسا.خلال الحرب العالمية الثانية هي وزوجها من الفرار إلى ماليزيا، واحدا من أبنائها قتلوا في العملية.و بعد انتهاء الحرب سوف يلتقي بول بتلك المرأة ولكن على أساس من النقاء الفكري.
و عند اندلاع الحرب العالمية الثانية، دخل بول تحت لائحة المجندين في الجيش الفرنسي مع القوات التي عرفت بالقوات الصينية الاّسيوية الفرنسية (الهند الصينية الفرنسية).After German (ألمانيا) troops occupied France, he joined the Free French (قوات فرنسا الحرة) Mission in Singapore (سنغافورة). خلال قيام هذه الحرب كان بول من مؤيدي شارل ديغول.
خدم بول عميلا سريا تحت مسمى قيادة جون بيتر وساعد في مقاومة الحركة التي اندلعت في الصين (الصين)، و تحديدًا في بورما (بورما) والصين الاّسيوية الفرنسية (الهند الصينية الفرنسية).ثم في عام 1943، القي القبض عليه من قبل جماعة فيشي فرانس (فرنسا الفيشية) الموالين المقيمين عند نهر الميكونغ (نهر ميكونغ) وخضع لسيطرتهم وخدمتهم مع تحمل المعاناة وأجبر كذلك على العمل الشاق.و في وقت لاحق عين بول كفارس من قبل لوجون دونور  لوجون دونور (وسام جوقة الشرف) كروا دو جوغ (صليب الحرب) و أعطي وسام لذلك من جانب كروا دو جوغ وميديل دو لا غيسيستانس (ميدالية المقاومة ‏).ووصف تجربته في الحرب في العمل الأدبي «نهر كواي الخاص بي» الذي ألفه عام 1967.  .و بعد انتهاء الحرب بقي بول على اتصال مع رفاق الحرب لبقية حياته.
عاد بول للعمل في مجال صناعة المطاط لفترة محدودة بعد انتهاء الحرب، ولكن في عام 1949  انتقل بول عائدًا إلى باريس (باريس) حيث بدأ في تأليف كتبه.و أثناء وجوده في باريس، لم تسمح له حالته المادية في تحمل التكاليف لامتلاك شقة، فأقام في فندق حتى سمحت له شقيقته، التي توفى زوجها في ذلك الوقت تاركًا شقيقة بول أرملة، للسكن معها في شقتها الرحبة.كانت لشقيقته ابنة الذي ساعد بول في تربيتها، ولكن جميع خططه لتبنيها رسميًا لم تكن لأسباب مادية.و بذلك لن يستطيع بول ترك هذه الأسرة وتكوين أسرة أخرى جديدة.
أثناء وجوده في باريس، قام بول بالاستفادة من تجربته الحربية في كتابة روايته  لو بونت دي لا ريفير كواي عام (1952 ؛ الجسر فوق نهر كواي (The Bridge over the River Kwai))، حيث تم طباعة ملايين النسخ وحازت روايته على جائزة "بريكس سينت بيوف" لتحقيقه أعلى نسبة مبيعات حول العالم. سانت بيوف (شارل أوجستان سانت بوف) ".هذه الرواية شبه وهمية قائمة على محنة حقيقية عاشها أسرى الحلفاء (Allied)أسرى الحرب (أسير) الذين أجبروا لبناء سكة حديدية ذات 415 كيلومترا (258 ميلا) مروراً فوق الجسر، والتي أصبحت تعرف بسكة الموت حيث توفي حوالي 16,000 سجيناً و100,000 مجنداً اّسيويا (Death Railway) خلال بناء تلك السكة الحديدية.شخصيته العظيمة كملازم أول أو عقيد. لم يكن نيكلسون يدور في الحقيقة حول ضابطاً كبيراً للقوات المتحالفة عند جسور كواي"فيليب توسي"، فيليب توسي (Philip Toosey)، ولكن هو عبارة عن مزيج من ذكريات التعاون مع الضباط الفرنسيين.

## عند الحديث عن الأفلام
قام ديفيد لين (ديفيد لين) بإنتاج فيلم للرواية الجسر فوق نهر كواي  الجسر فوق نهر كواي (motion picture)و التي حازت في عام 1957على عدة جوائز للأوسكار (Oscar)، بما فيها جائزة أفضل تصوير (Best Picture) وأفضل ممثل (Best Actor) للبطل إليك غينيس (أليك غينيس).بول نفسه حصل على جائزة أفضل نص وسيناريو لذلك فيلم (جائزة الأوسكار لأفضل كتابة (سيناريو مقتبس)) بالرغم من عدم وجود سيناريو مكتوب، حسب تصريحاته شخصيا، وعدم قدرته على التحدث باللغة الإنجليزية.(وقيل أنه قدم أقصر خطاب في قبوله للجائزة على الإطلاق في تاريخ حفل الاوسكار منذ بدايته وهو خطاب مكون من كلمة واحدة وهي«مرسي» وتعني شكرًا. .لقد نجحت نص أو سيناريو رواية بول لأن كتاب الفيلم الفعليين هم كارل فورمان (كارل فورمان) ومايكل ويلسون (مايكل ويلسون (كاتب))حيث كانا أدخلوا في القائمة السوداء (blacklisted) لتعاطفهم مع الشيوعية. لم يكن بيير بول اشتراكيًا أو شيوعيًا. إن الأكاديمية السينمائية (Motion Picture Academy) أضافت اسمي كل من فورمان وويلسون أسماء لهذه الجائزة عام 1984.

## كوكب القردة
ثم وفي عام 1963، وبعد صدور العديد من الروايات الناجحة، قام بيير بول بإصدار روايته الثانية والتي لاقت نجاحًا كذلك وهي، كوكب القردة (كوكب القردة).أشيد بتلك الرواية وقدمت الكثير من التقارير النقدية لها كما حصل مع المقال من صحيفة إنجلاندس جارديان «الخيال العلمي الكلاسيكي... مليئة بالتشويق والتعليقات الساخرة».و في عام 2005 مجموعة من رواد الفضاء، بما فيهم Ulysse Merou الصحفي، رحلة إلى كوكب الأرض في نظام نجم منكب الجوزاء.لقد توصلوا لاكتشاف عالم غريب حيث القردة الحكيمة هي القوة الحاكمة والبشر تراجعوا إلى مستوى همجي وغير متحضر: محبوسة في أقفاص حدائق الحيوان، مستخدمة في التجارب المعملية، ومصطادة كنوع من الممارسات الرياضية.قصة اعتقال أوليس، وكفاحه من أجل البقاء، والنهاية المدمرة حين يكشف عن الحقيقة المروعة عن 'كوكب القردة'كانت رائعة واّسرة في الوقت نفسه.ومع ذلك فإن الرواية تعتبر أيضًا رمزًا للسخرية على المنهج العلمي، حول التطور التاريخي للكائن البشري والعلاقة بين الإنسان والحيوان.تم إنتاج فيلما سينمائيا لهذه القصة في عام 1968 و الحائز على جائزة الاوسكار (an Oscar-winning film)، وكان الفيلم من بطولة تشارلتون هستون (شارلتون هيستون)، التي ألهمت إنتاج أربعة أفلام أخرى لتلك القصة، ومسلسل تلفزيوني واحد، وسلسلة من الرسوم المتحركة و تم إصدار طبعة ثانية للعنوان الأصلي عام 2001 (2001 remake) تحت إشرافتيم بورتون (تيم برتون).وقد أصبحت هذه السلسلة جزء من مجموعة الأفلام الكلاسيكية من جانب رواد السينما في شتى أنحاء العالم.اعتقد بيير بول أنه لا يمكن إنتاج فيلم لروايته، ولكنه فوجئ بالنجاح الذي حققه وتأثيره على العالم بأسره.و لقد قام بول بكتابة نص أو سيناريو للفيلم الذي سماه كوكب البشر.و لكن المنتجيين الأصليين للفيلم رفضوا السيناريو الذي كتبه وو ضعوا العنوان «أسفل كوكب القردة» للفيلم الثاني، تحت رواية كوكب القردة (تحت كوكب القرود).لقد لاقى هذا الفيلم المكمل نجاحا ساحقا أيضًا بعد إنتاجه عام 1970.تبع هذا الفيلم إنتاج فيلم بعنوانالهروب من كوكب القردة (الهروب من كوكب القرود) عام 1971.ثم تبع ذلك عام 1972 الغزو على كوكب القردة (غزو كوكب القرود).و الأخيرة في هذه السلسة هي ما أطلق عليها حرب من أجل كوكب القردة (معركة من أجل كوكب القرود) عام 1973.في سبتمبر عام 1973 الفيلم الأصلي لكوكب القردة حيث تم عرضه لأول مرة على شبكة التلفزيون.تسويق اللعب وغيرها من المنتجات المتعلقة بسلسلة الأفلام كانت منتشرة في ذلك الوقت مسببًا «أبيمانيا» هوس.في يونيو عام 1974، «مارفل» الكوميدية قامت بإصدار مجلة قائمة على الرواية والفيلم «كوكب القردة» كوكب القردة (Planet of the Apes).بحلول أيلول / سبتمبر 1974 أصبحت الرواية "كوكب القردة" (Planet of the Apes) مسلسل تلفزيوني.
في عام 1975 تم عرض سلسلة من الرسوم المتحركة للعودة إلى كوكب القردة (Return to the Planet of the Apes) على شاشة التلفزيون.

## الوفاة
توفي بيير بول في باريس، فرنسا في الثلاثين من كانون الثاني/يناير عام 1994 عن عمر يناهز 81 عامًا ثلاثة أسابيع قبل ذكرى ميلاده الثاني والثمانون.

## الروايات
- وليام كونراد  (1950)
- لو ساكريليج مالي  (1951)
- لو بونت دي لا ريفير كواي  (1952 ؛ الجسر فوق نهر كواي (The Bridge over the River Kwai))
- لو بوري ( 1954 ؛ العنوان الأمريكي  الجلاد  والعنوان البريطاني  الجلاد الصيني —روايات فلسفية بطريقة فولتير مستوحاة من أساطير الشرق.
- ليس الشهرة والمجد  (1955)
- لوبغوف ديس هوم بلانك  (1955)
- الوجه المنقذ  (1956)
- أي = إم سي  2  (1957)
- وجه البطل  (1956)
- الاختبار  (1957)
- الوجه الآخر للحجر المعدني  (1956)
- تايلاند والت ديزني  (1958)
- أس أو بي إيش اّي أي  (صوفيا)(1959)
- مهنة نبيلة  (1960)
- من أجل قضية نبيلة  (1961)
- كوكب القردة (كوكب القردة) (1963)
- بستان على سطح القمر  (1964)
- المصور  (1967)
- ليه أوريل دي جنغل  (1972 ؛  حس الغابة —قصة حرب الفيتنام يروى من وجهة نظر القائد الفيتنامي الشمالي.
- ليه فيرتو دولينف  (1974 ؛  ملك الجحيم (جحيم))
- لو بون ليفياثا  (1978 ؛  تنين البحر الصالح (لوياثان))
- ليه كوليسيس دو سيل  (1979 والذي ترجم فيما بعد عام 1985 تحت عنوان محن في الجنة عن طريق باتريشيا وولف)
- ميرويتيمنت  (1982 ؛  صور الشمس )
- لا بالي ديس مالووين  (1983 ؛ والذي سمي في أمريكا:  بحيتان الصليب الفيكتوري العسكري  ؛ أما عن عنوانه في المملكة المتحدة فقد سمي ب:  حيتان الفوكلاند )
- بور لامور دي لارت  (1985 ؛  من أجل حب الفن )
- لو بروفيسور مورتيمر  (1988)
- أ نو دو، سيتن! (1992)

## سلاسل القصص القصيرة
- كونتس دي لابسورد  (1953، «القصص اللامنطقية»)
- نسيج الإحسان  (1965)
- كويا أبسوردم  (1966)
- زمن خارج العقل: وقصص أخرى (1966)
- لأنه غير منطقي (على الأرض كما هو في السماء)  (1970)
- القصر المذهل وقصص أخرى (The Marvelous Palace And Other Stories) (1977)

## أفلام ومسلسلات قائمة على كتابات بيير بول
- الجسر فوق نهر كواي  (1957)
- كوكب القردة  (1968)
- تحت كوكب القردة  (1970)
- الهروب من كوكب القردة  (1971)
- الغزو على كوكب القردة  (1972)
- حرب من أجل كوكب القردة  (1973)
- تم إنتاج مسلسل تلفزيوني للرواية كوكب القردة—عام  (1974)
- وتم إنتاج مسلسل تلفزيوني بالرسوم المتحركة للرواية العودة إلى كوكب القردة—عام  (1975)
- ثم أنتج فيلمًا سينمائيًا اّخر لتلك الرواية عام  (2001)

## وصلات خارجية
- بيير بول على موقع IMDb (الإنجليزية)
- بيير بول على موقع الموسوعة البريطانية (الإنجليزية)
- بيير بول على موقع مونزينجر (الألمانية)
- بيير بول على موقع ألو سيني (الفرنسية)
- بيير بول على موقع ميوزك برينز (الإنجليزية)
- بيير بول على موقع أول موفي (الإنجليزية)
- بيير بول على موقع قاعدة بيانات برودواي على الإنترنت (الإنجليزية)
- بيير بول على موقع قاعدة بيانات الأفلام السويدية (السويدية)
- بيير بول على موقع قاعدة بيانات الفيلم (الإنجليزية)
- بيير بول على موقع كينوبويسك (الروسية)
- بيير بول  على قاعدة بيانات الخيال التأملي على الإنترنت